# Albert William Van Buren

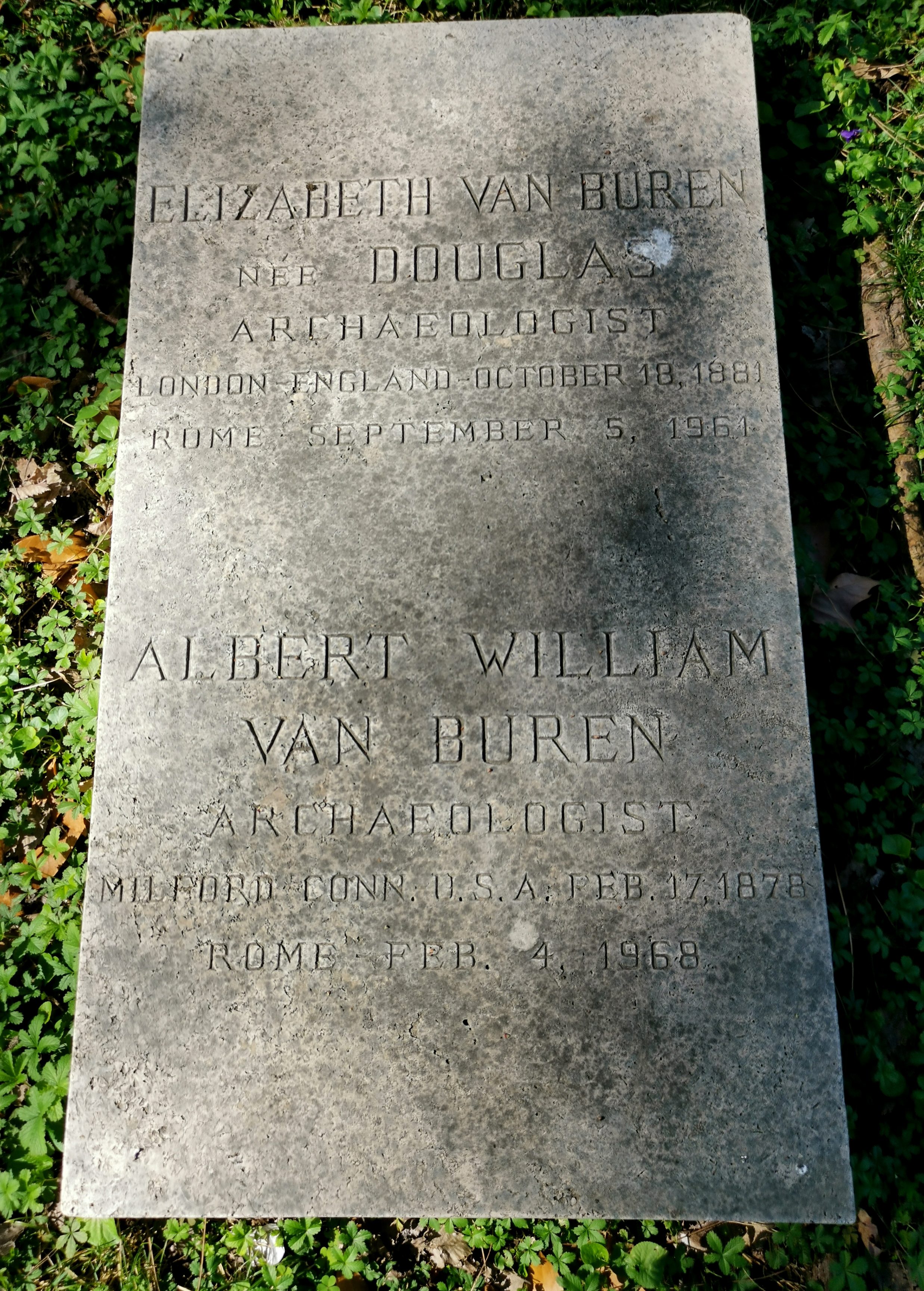
Grab der Eheleute auf dem Nichtkatholischen (Protestantischen) Friedhof Rom

Albert William Van Buren (* 17. Februar 1878 in Milford, Connecticut; † 4. Februar 1968 in Rom) war ein US-amerikanischer Klassischer Archäologe.

## Leben
Albert Martin Van Buren stammte aus einer alten, ursprünglich niederländischen Familie. Er war entfernt mit dem US-Präsidenten Martin Van Buren (1782–1862) verwandt. Sein Vater war der protestantische Geistliche James Heart Van Buren (1850–1918), zeitweise Bischof von Puerto Rico, seine Mutter war Annie Marie Smith.
Albert William Van Buren studierte an der Yale University, wo er 1900 den Bachelorgrad erwarb. Mehrere Stipendien ermöglichten ihm eine weitere Vertiefung seiner Studien: Er war Macy Fellow (1900–1902), Clark Scholar (1900–1901) und Berkeley Scholar (1900–1902). 1902 ging Van Buren als Stipendiat an die American School of Classical Studies in Rome (ASCSR). 1903 wurde er zum Mitglied der Archaeological Institute of America ernannt. Bis 1906 blieb er in Rom und machte sich mit allen Aspekten der Archäologie vertraut. Von 1906 bis 1908 kehrte er als Dozent nach Yale zurück. 1908 nahm er eine Stelle als Bibliothekar und Dozent an der ASCSR an. 1911 wurde er zum Associate Professor ernannt.
Nach der Vereinigung der ASCSR mit der American School of Architecture in Rom zur American Academy in Rome (AAR) 1913 wurde Van Buren dort als Bibliothekar und Associate Professor angestellt. Mit einer Auswahl seiner Arbeiten der Jahre 1906 bis 1913 erreichte er 1915 seine Promotion zum Ph.D. an der Yale University.
1923 wurde Van Buren zum Professor der Archäologie ernannt, 1926 außerdem zum Kurator des Antikenmuseums der AAR und zum Schriftleiter der Publikationen des Hauses. Als Kurator erschloss Van Buren die zahlreichen Antiken des Museums, die der ehemalige Leiter Richard Norton erworben hatte. Während des Zweiten Weltkriegs war Van Buren außerdem geschäftsführender Leiter der Bibliothek der AAR.
1946 trat Van Buren in den Ruhestand. Er blieb jedoch weiterhin wissenschaftlich und organisatorisch an der AAR tätig. Für seine Verdienste erhielt er 1962 die Goldmedaille der AAR.
Albert William Van Buren war verheiratet mit der britischen Archäologin Elizabeth Douglas (1881–1961). Beide Eheleute waren korrespondierende Mitglieder des Deutschen Archäologischen Instituts. Die Grabstätte des Ehepaars liegt auf dem Protestantischen Friedhof in Rom bei der Cestius-Pyramide.
In seiner Forschungsarbeit beschäftigte sich Van Buren mit weiten Bereichen der Archäologie und Altertumskunde. Er veröffentlichte Studien zur antiken Numismatik, Epigraphik, Architektur, Plastik, Sozialgeschichte und Topographie. Er verfasste auch zahlreiche Artikel für Paulys Realencyclopädie der classischen Altertumswissenschaft. Er war Mitglied mehrerer wissenschaftlicher Vereinigungen, darunter der  Royal Numismatic Society und der Society for the Promotion of Hellenic Studies in London sowie der Pontificia Accademia Romana di Archeologia und der Päpstlichen Akademie der schönen Künste und der Literatur (Ehrenmitglied) in Rom.

## Schriften (Auswahl)
- The Temples of Castor and of Concord in the Roman forum. In: Classical Review. Band 20 (1906), S. 77–84
- The Palimpsest of Cicero’s De Re Publica, a Transcription, with Introduction. In: Supplementary Papers of the American School of Classical Studies. Band 2 (1908), S. 84–262
- A medaillon of Antoninus Pius. In: Journal of Roman Studies. Band 1 (1911), S. 187–195
- The Ara Pacis Augustae. In: Journal of Roman Studies. Band 3 (1913), S. 134–141
- A Bibliographical Guide to Latium and Southern Etruria. Rom 1916. 2. Auflage, Rom 1925. 3. Auflage, Rom 1933. 4. Auflage, Rom 1938. 5. Auflage, Rom 1953
- Graecia antiqua. Maps and Plans to Illustrate Pausanias’s Description of Greece. London 1930
- A Companion to the Study of Pompei and Herculaneum. Rom 1933
- Ancient Rome, As Revealed by Recent Discoveries. London 1936
- Loves and Lovers in Ancient Pompeii. A Pompeian Erotic Anthology. Salerno 1960. 2. Auflage, Salerno 1976 (Übersetzung von Matteo Della Corte: Amori e amanti di Pompei antica. Antologia erotica Pompeiana. 1958)